# Christmas Album (album de Boney M.)
Albums de Boney M.
Boonoonoonoos
(1981) Ten Thousand Lightyears
(1984)
Singles
1. Little Drummer Boy
Sortie : 1981
2. Zion's Daughter
Sortie : novembre 1982

Christmas Album est le sixième album studio du groupe Boney M., sorti en 1981 sur le label Hansa Records.
L'album a atteint la 10e place aux Pays-Bas, la 14e place en Allemagne et la 42e place en Nouvelle-Zélande.

## Liste des pistes
| 1. | Little Drummer Boy            |  |
| 2. | White Christmas               |  |
| 3. | Feliz Navidad                 |  |
| 4. | Jingle Bells                  |  |
| 5. | Winter Fairy-Tale             |  |
| 6. | Mary's Boy Child - Oh My Lord |  |

| 1. | Christmas Medley: Silent Night, Holy Night (Stille Nacht, Heilige Nacht) / Snow Falls Over The Ground (Leise Rieselt Der Schnee) / Hear Ye the Message |  |
| 2. | Petit Papa Noël |  |
| 3. | Zion's Daughter (Tochter Zion) |  |
| 4. | When a Child Is Born |  |
| 5. | Darkness Is Falling |  |
| 6. | I'll Be Home for Christmas |  |